# Engystomops guayaco
Engystomops guayaco är en groddjursart som först beskrevs av Ron, Coloma och David Cannatella 2005.  Engystomops guayaco ingår i släktet Engystomops och familjen Leiuperidae. IUCN kategoriserar arten globalt som otillräckligt studerad. Inga underarter finns listade i Catalogue of Life.